# アウグストゥス廟

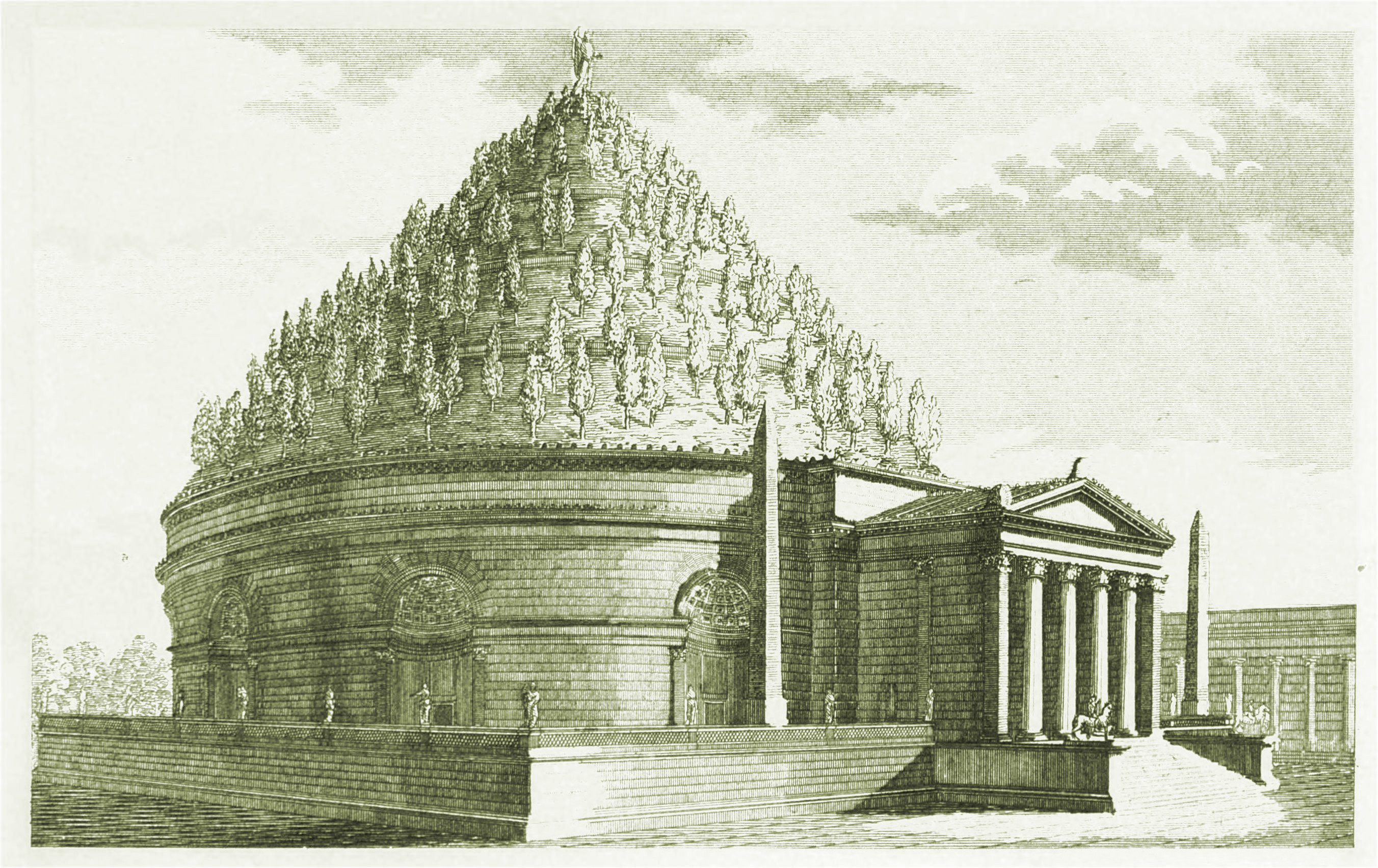
19世紀に描かれた想像図

アウグストゥス廟（ラテン語: Mausoleum Augusti）は、紀元前28年に、初代ローマ皇帝アウグストゥスがローマのカンプス・マルティウスに築造した大規模な霊廟である。長い期間放置されていたため内部の大理石の壁面は略奪され、建設当時の美しさは保たれていないが、カンプス・マルティウス北端部のランドマーク的建物の一つである。

## 歴史

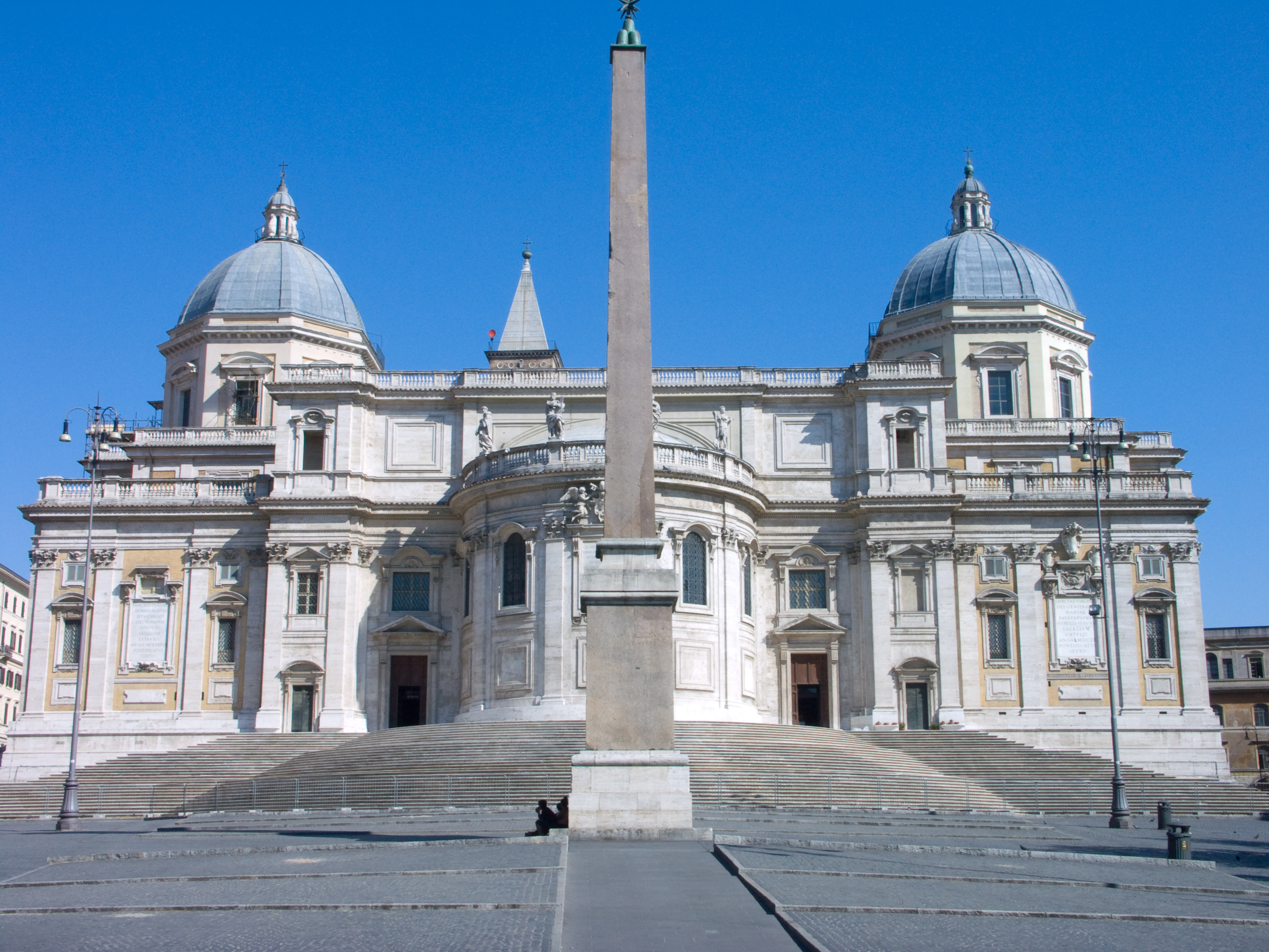
エスクイリーノ広場に移設されたオベリスク

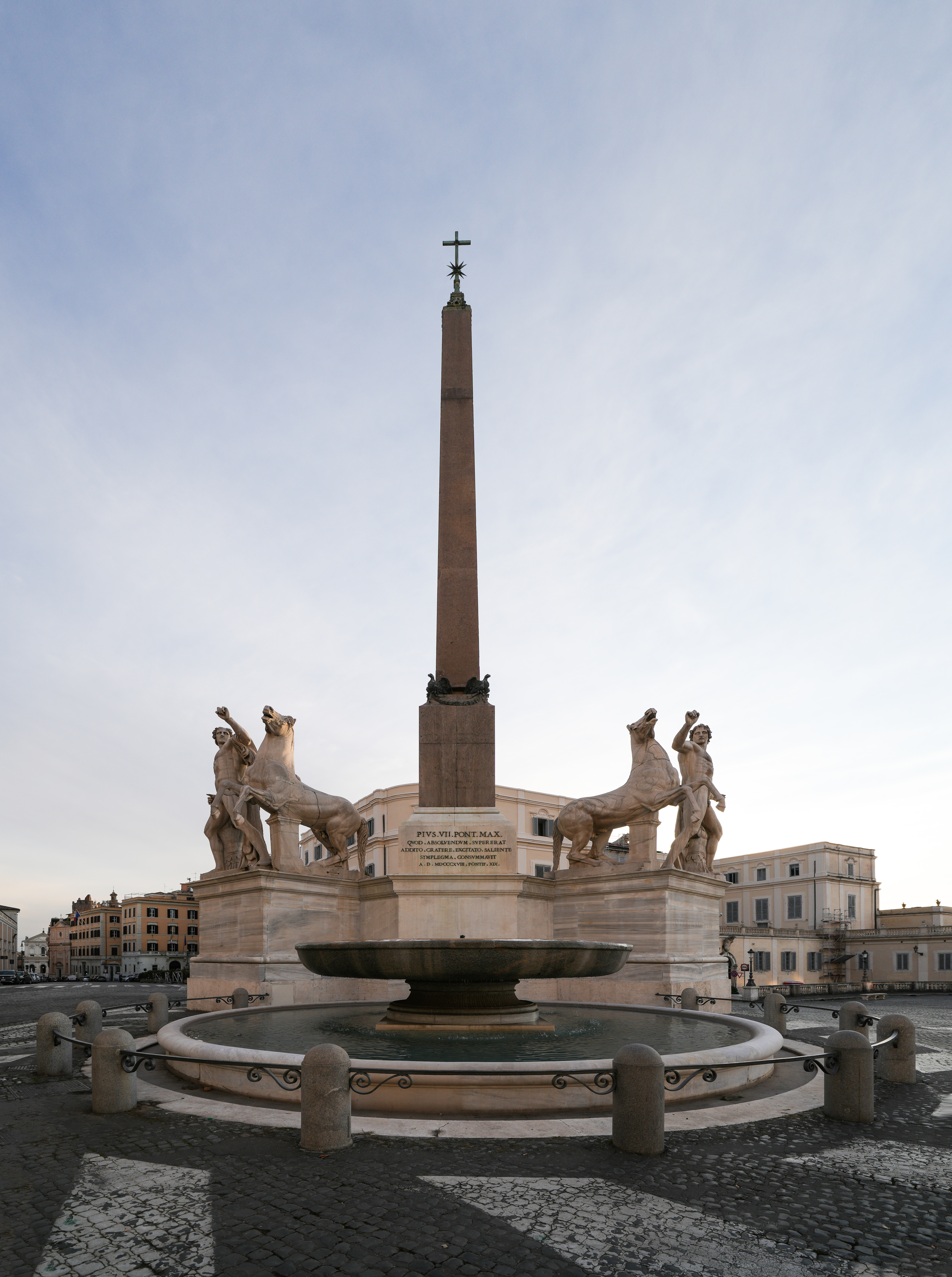
クイリナーレ広場に移設されたオベリスク

アウグストゥス廟は、紀元前31年にアクティウムの海戦に勝利し（唯一の統治者としての）地位を確立したアウグストゥスが、ローマ市内の再整備に取り掛かった時の最初の施設である。霊廟は同心円状の建物に円錐形の屋根が被せられ、その上には糸杉が植えられ、中央にはアウグストゥス像が乗っていたと推測されている。屋根で覆われていた下の部分が埋葬室であった。アーチ屋根に覆われた入口の左右には、バラ色の花崗岩で造られたオベリスクが建てられていたが、これらは現在はエスクイリーノの丘のサンタ・マリア・マッジョーレ大聖堂北西横と、クイリナーレの丘の噴水の所に移設されている。霊廟の大きさは、高さ42メートル直径90メートルである。
入口を入ると、まっすぐ中央の埋葬室に通じており、遺灰の入った黄金の骨壷を納める3つのニッチがあった。ここにはアウグストゥスを始めユリウス＝クラウディウス朝の人々の遺灰が納められていた。
410年の西ゴート族の王アラリック1世によるローマ略奪（ローマ劫掠）で霊廟の屋根は破壊され、黄金の骨壷に入った遺灰は散逸してしまったとも言われている。中世になり、アウグストゥス廟は城として改築され、有力貴族コロンナ家の持城となった。12世紀、コロンナ家が（教皇庁に対抗して結成された）Commune of Romeとの戦いに敗れたため、この城は廃城となり破壊され、現在のような外観となった。
1930年代、アラ・パキスの復元と前後してアウグストゥス廟も再整備し公開された。国家統領ベニート・ムッソリーニが、イタリアのファシズムをローマ帝国の輝かしい歴史と結びつけようという意図をもって行った事業であった。ムッソリーニは自身が「アウグストゥスの生まれ変わり」として新しい偉大なイタリアを作り上げることを想定していたという。この時に、周囲に立ち並んでいた住宅を取り壊したため、現在は空堀に取り囲まれた緑豊かな景観となっている。
その後は長らく放置され、廃墟状態となっていたが、2017年、テレコム・イタリアによる600万ユーロの支援を受け、大規模修復が開始された。修復には植物やごみの除去、内部の整備、壁面へのマルチメディア展示の投影などが計画されている。2021年の3月から事前予約制の一般公開が始まっている。

### 霊廟に納められた人物
アウグストゥスの埋葬以前にここに埋葬された人々
- マルクス・クラウディウス・マルケッルス（アウグストゥスの甥）
- マルクス・ウィプサニウス・アグリッパ
- ネロ・クラウディウス・ドルースス
- 小オクタウィア（アウグストゥスの姉）
- ガイウス・カエサル（アグリッパと大ユリアの子で、アウグストゥスの養子）
- ルキウス・カエサル（アグリッパと大ユリアの子で、アウグストゥスの養子）
- 初代ローマ皇帝アウグストゥス

アウグストゥスの埋葬以後にここに埋葬された人々
- リウィア・ドルシッラ（アウグストゥスの妻で、第2代皇帝ティベリウスの母）
- ゲルマニクス
- 大アグリッピナ
- ユリア・リウィッラ
- ネロ・カエサル（ティベリウス帝の後継者候補）
- ドルスス・カエサル（ティベリウス帝の後継者候補）
- 第2代ローマ皇帝ティベリウス
- 第3代ローマ皇帝カリグラ
- 小ドルスス（ティベリウス帝の後継者候補）
- 大ドルスス
- 小アントニア（クラウディウス帝の母）
- 第4代ローマ皇帝クラウディウス
- ブリタンニクス（クラウディウス帝の子）
- ポッパエア・サビナ（ネロ帝の妻）
- ユリア・ドムナ（カラカラ帝、ゲタ帝の母。後にハドリアヌス廟に移される）
- 第12代ローマ皇帝ネルウァ

## アクセス
- ローマ地下鉄A線 スパーニャ駅の西 約700m
- バス 81,628系統等 Augusto Imperatore- Ara Pacisバス停下車 すぐ
- バス 913系統等 Tomacelliバス停下車 北へ約200m
- バス 117系統 Largo Goldoniバス停下車 北西へ約300m